# ジョージ・ウィリアム・ニコルソン
ジョージ・ウィリアム・ニコルソン（George William Nicholson, 1878年8月3日 – 1968年9月13日）は、ニュージーランドのラグビーユニオン選手。1903年から1907年にかけてラグビーニュージーランド代表“オールブラックス”に選出された。

## 生涯
オークランドのクラブチームで競技を始め、1901年にオークランド代表に選出された。1902年シーズンを北島で活動した後、1903年のオーストラリア遠征にてニュージーランド代表に選出された。この遠征にてニコルソンはシドニーでオーストラリア代表と対戦し、最初のテストマッチを経験した。彼は翌年もニュージーランド代表に選出され、ニュージーランド遠征中のブリティッシュ・アイルズと対戦した。1905年から1906年までは“オリジナル・オールブラックス”にて欧州・北米遠征に参加。ニュージーランド代表にとって初めての北半球遠征において彼は20試合に出場したが、テストマッチへの出場はならなかった。ニュージーランドに帰国後、彼は1907年から主たる活動をポンソンビーのクラブチームに切り替えた。彼のオールブラックスでの最後のテストマッチは、同年のオーストラリア戦2試合であった。ラグビー選手生活を引退後、彼はスポーツの審判員や選抜委員、運営役員として活動。彼は1905年の“オリジナル・オールブラックス”の最後の存命者であり、ニュージーランドラグビー協会の創立75周年記念行事に参加した。

## ラグビー経歴
ジョージ・ウィリアム・ニコルソンは1878年8月3日にニュージーランドのオークランドで誕生。ニュートン・イースト・スクールで教育を受け、オークランド市内のクラブでラグビー競技を始めた。彼は1901年にオークランド選抜に選ばれ、1902年に南北対抗戦に出場、20–14で南島に敗れた。. 翌年、ニュージーランド代表に選ばれオーストラリア遠征に参加。オーストラリア戦でテストマッチ初出場を果たした。